# Fort Saint-Jean (Nouvelle-France)
Pour les articles homonymes, voir Fort Saint-Jean.
 (novembre 2023).
Si vous disposez d'ouvrages ou d'articles de référence ou si vous connaissez des sites web de qualité traitant du thème abordé ici, merci de compléter l'article en donnant les références utiles à sa vérifiabilité et en les liant à la section « Notes et références ».

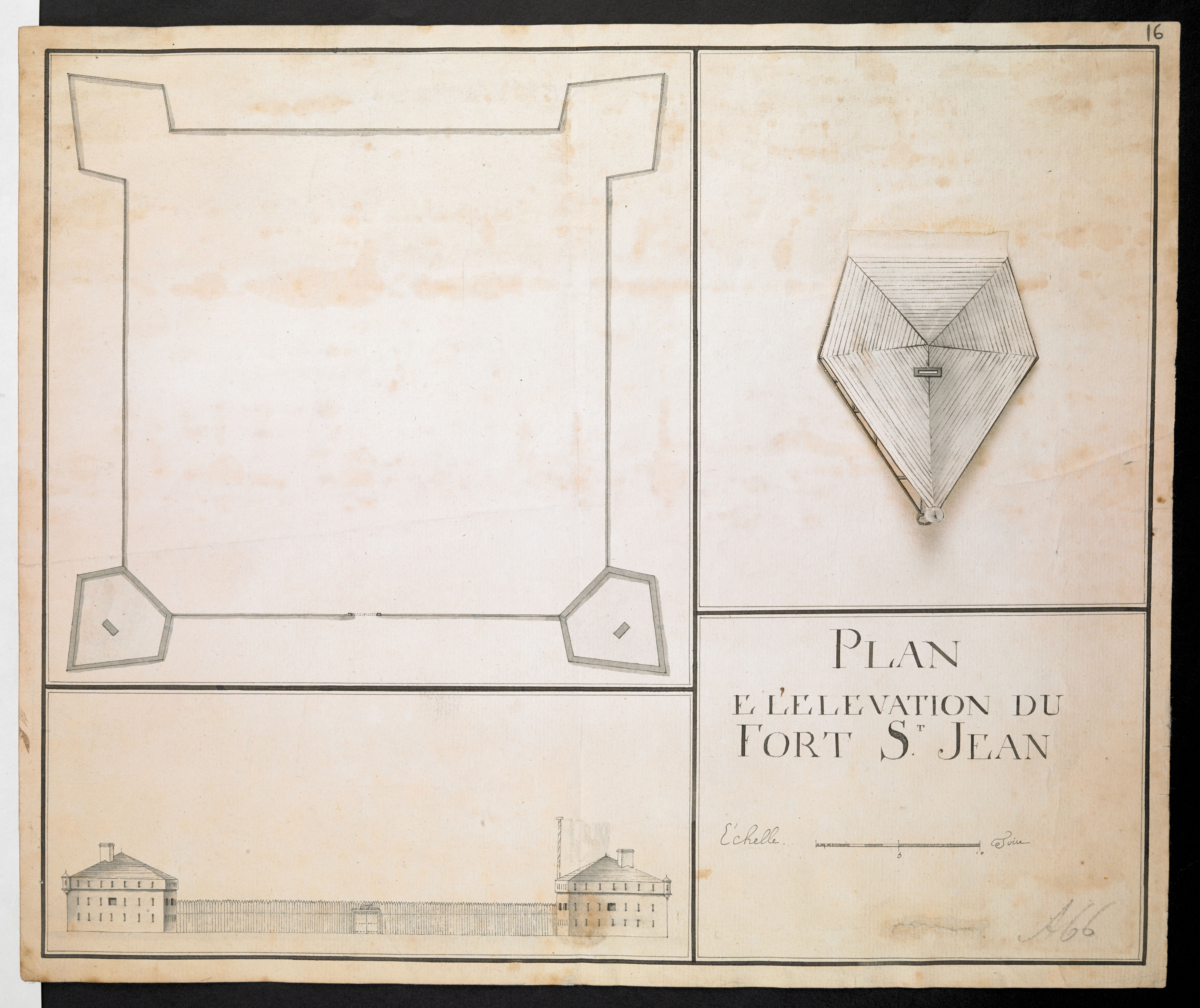
Fort Saint-Jean sur la rivière Richelieu au Canada durant les années 1750

Fort Saint-Jean est un fort situé au Québec sur la rivière Richelieu qui fut construit en 1666 par le Régiment de Carignan-Salières. C'est l'un des plus anciens complexes militaires permanents d'Amérique du Nord : il s'agit en fait, après la ville de Québec, du site ayant connu la plus longue occupation militaire continue en Amérique du Nord. Le fort Saint-Jean a été continuellement occupé par les militaires depuis 1748, date de la construction du second fort, et le cœur de la ville de Saint-Jean-sur-Richelieu s'est développé autour du fort au fil des ans. Le fort Saint-Jean joua un rôle crucial lors de l'invasion américaine de la province de Québec en 1775.

## Histoire

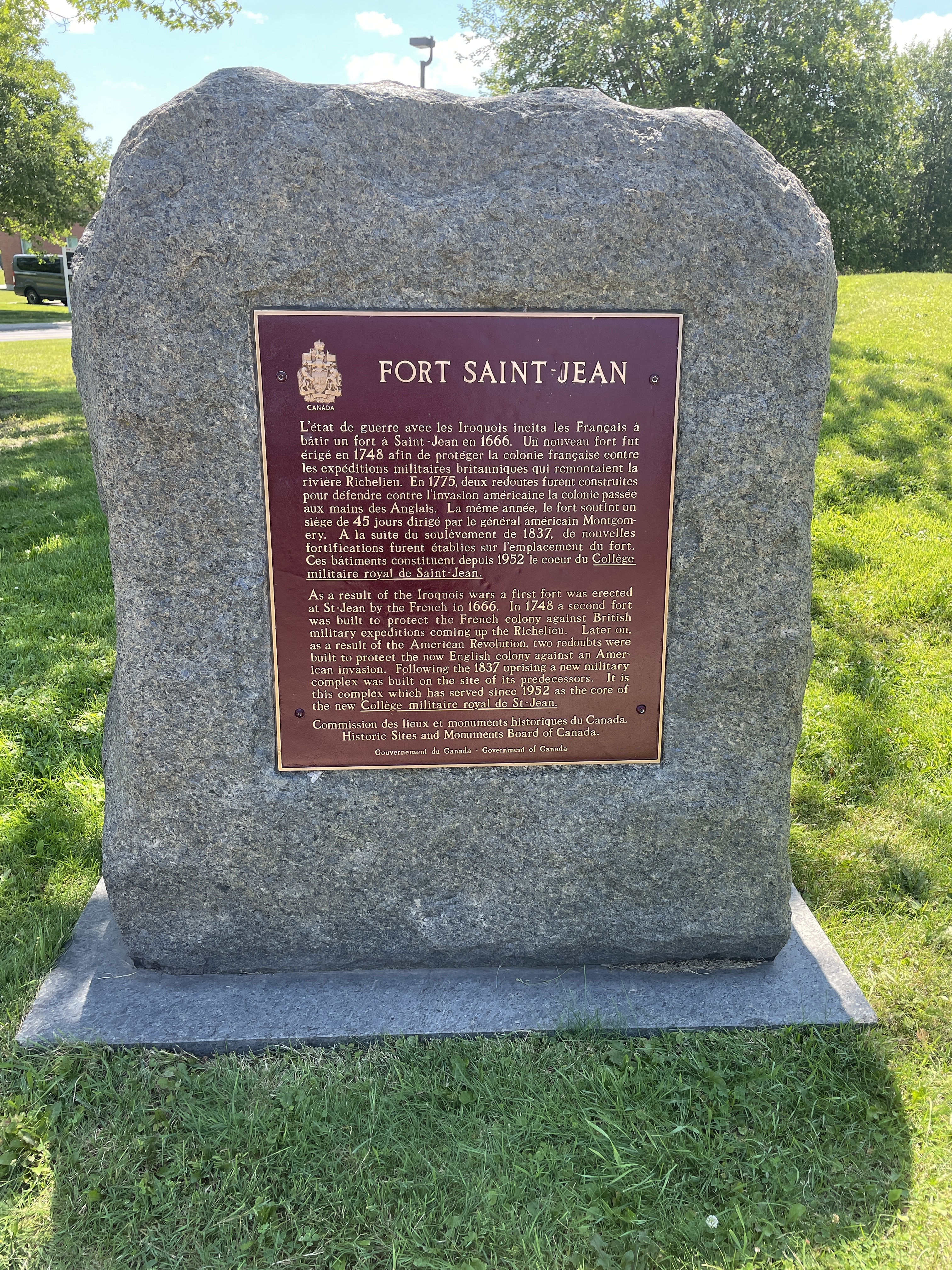
Histoire du Fort Saint-Jean

« L’état de guerre avec les Iroquois incita les Français à bâtir un fort à Saint-Jean en 1666. Un nouveau fort fut érigé en 1748 afin de protéger la colonie française contre les expéditions militaires britanniques qui remontaient la rivière Richelieu. En 1775, deux redoutes furent construites pour défendre contre l’invasion américaine la colonie passée aux mains des Anglais. La même année, le fort soutint un siège de 45 jours dirigé par le général américain Montgomery. À la suite du soulèvement de 1837, de nouvelles fortifications sont établies sur l’emplacement du fort. Ces bâtiments constituent depuis 1952 le cœur du Collège militaire royal de Saint-Jean. »

### Le premier fort français de 1666
En 1663, le roi français Louis XIV décida de reprendre le contrôle direct de la Nouvelle-France, dont la colonisation et la gestion s'était auparavant faites par le biais d'initiatives privées. Les Iroquois menant d'incessantes attaques en territoire français et venant voler depuis des années les territoires de chasse de leurs alliés algonquiens, Louis XIV décida d'envoyer le Régiment de Carignan-Salières construire un réseau de forts le long de la rivière Richelieu et du lac Champlain afin de mener une offensive contre les Iroquois, ce qui explique pourquoi la région fut surnommée la Vallée des Forts. Le premier fort Saint-Jean fut construit sur la rive ouest de la rivière Richelieu par des soldats du Régiment de Carignan-Salières en 1666 afin de servir de relais aux troupes qui menèrent cette offensive contre les Iroquois. Il s'agissait d'un petit fort de palissades de bois comprenant probablement quatre bastions. Ce fort occupait une position stratégique puisqu'il était situé à l'amont des rapides de Chambly et qu'il servait donc de poste stratégique lors des opérations de portage servant à traverser les rapides. L'offensive française fut un succès et une paix fut signée avec les Iroquois en 1667. En 1672, après plusieurs années de paix, il fut décidé d’abandonner plusieurs des forts de la Vallée des Forts, dont le fort Saint-Jean, puisqu’ils n’étaient plus nécessaires pour défendre la région. Mais en raison de son emplacement stratégique, le fort Saint-Jean, contrairement aux forts Sainte-Thérèse et Sainte-Anne, eut une deuxième vie.

### Le second fort français de 1748
Le second fort français de Saint-Jean fut construit en 1748 en raison des tensions entre la France et l’Angleterre causées par la guerre de Succession d'Autriche. Il s’agissait d’un fort de deux cents pieds par deux cents pieds possédant quatre bastions, dont deux en maçonnerie. Ce fort était un important point de relais entre Montréal et le fort Saint-Frédéric, situé au sud du lac Champlain, car une route reliait Saint-Jean et La Prairie et permettait aux troupes et aux messagers de gagner un temps précieux dans leurs déplacements. On donna au second fort Saint-Jean le sympathique surnom de « Fort aux maringouins » en raison du caractère marécageux de la région. Ce fort fut détruit par les soldats français en 1760, durant la guerre de Sept Ans: comme il n’y avait pas assez de soldats pour défendre adéquatement le fort face à l'armée britannique qui remontait la rivière Richelieu pour se rendre à Montréal, il fut décidé de l’abandonner et de l'incendier avant de se replier sur Montréal, où devait avoir lieu le combat final. Les bastions de pierre du fort, qui survécurent à l'incendie, furent par la suite utilisés comme relais par les Britanniques.

### Le fort britannique de 1775 et l'invasion américaine

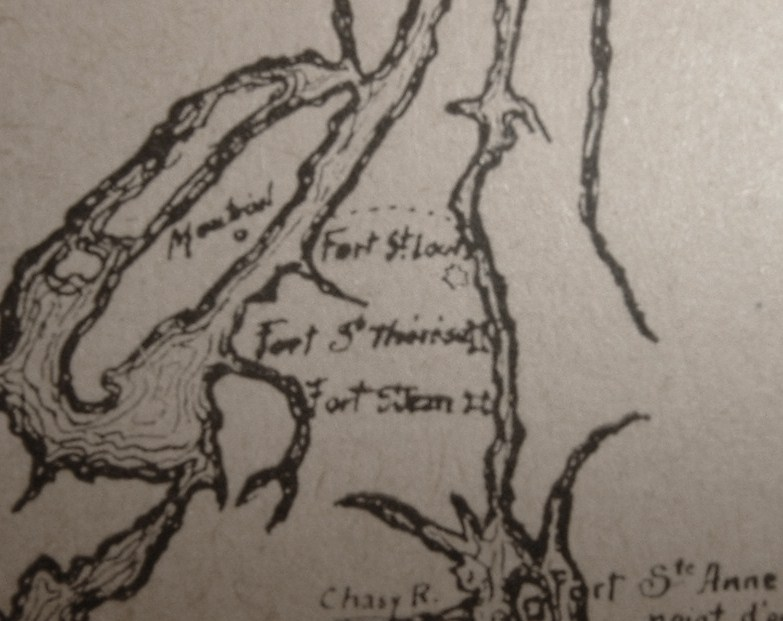
Carte du Fort Saint-Jean et des autres forts sur la rivière Richelieu vers 1666 pour la campagne du régiment de Carignan-Salières

Un troisième fort fut construit sur le site du précédent fort Saint-Jean en 1775 par les Britanniques en raison de la menace que représentaient les treize colonies américaines. Un an seulement avant qu’aie lieu la Déclaration d'indépendance des États-Unis, les treize colonies américaines décidèrent de tenter d’envahir la province de Québec afin d’en faire une colonie américaine. À cette occasion, le fort Saint-Jean joua un rôle majeur dans la défense de la colonie : il fut le principal poste de défense de Montréal contre l’armée d’invasion menée par le général Montgomery, qui devait emprunter la rivière Richelieu pour se rendre prendre Montréal, puis Québec. Face à l’expédition américaine, le fort combattit l'ennemi valeureusement et subit un long siège de quarante-cinq jours avant de se rendre avec les honneurs de guerre. Ce siège retarda et affaiblit considérablement les troupes de Montgomery, qui arrivèrent à Québec au mois de décembre au lieu de la mi-octobre, comme prévu. Sur les deux mille hommes qui auraient pris part à l'expédition de Montgomery, seulement trois cents se seraient rendus jusqu'à Québec pour mener l'assaut à la ville. En raison de l'affaiblissement des troupes et des conditions climatiques désavantageuses, l'offensive américaine sur la ville de Québec du 31 décembre 1775 échoua. Après l'arrivée de renforts britanniques venus directement d'Angleterre au printemps, les Américains abandonnèrent leurs positions au nord du lac Champlain et incendièrent les forts qu'ils avaient pris quelques mois plus tôt, le fort Saint-Jean y compris. Ce dernier fut par la suite reconstruit et fortifié par les Britanniques. On y aménagea à cette occasion un important chantier naval afin de monter sur place les navires à faible tirant d'eau qui furent utilisés par les Britanniques sur le lac Champlain contre les Américains, notamment lors de la bataille de l'île de Valcour.

### Les fortifications duXIXesiècle
Le Fort Saint-Jean perdit en importance après la fin de la guerre d'indépendance américaine en 1783 et ne fut utilisé que comme relais lors de la deuxième invasion américaine, qui eut lieu en 1812-1814. Cependant, les épisodes de Rébellion des Patriotes de 1837-1838 poussèrent les Britanniques, qui craignaient un soulèvement dans la région du Haut-Richelieu, à fortifier le fort Saint-Jean. On envoya donc en 1839 les Royal Engineers construire plusieurs bâtiments au fort Saint-Jean, dont certains existent encore et sont toujours utilisés de nos jours.
À la fin du XIXe et au début du XXe siècle, le fort servit surtout d'école de formation à plusieurs régiments, dont le Royal Canadian Dragoons. Durant la Première Guerre mondiale, le Royal 22e Régiment, qui n'était à l'origine qu'un simple bataillon, fut fondé et entraîné au fort Saint-Jean. C'est à la suite de la guerre que le 22e bataillon deviendra le premier régiment officiellement francophone des forces armées canadiennes sous le nom du Royal 22e Régiment.

### L'époque du CMR
En 1952, le Collège militaire royal de Saint-Jean vit le jour afin de permettre à un plus grand nombre de francophones d'intégrer les rangs des officiers dans l'armée canadienne - il s'agit du premier collège militaire bilingue du Canada. Au début, seulement les cours des deux premières années de collège étaient offerts au CMR et les cadets devaient compléter leurs études à Kingston ou à Vancouver. Avec les années, le CMR reçut le droit d'offrir les cours des quatre années menant à l'obtention d'un diplôme, puis le droit de décerner ses propres diplômes en 1985 lorsqu'il obtint sa propre charte universitaire.
En 1995, le Collège militaire royal de Saint-Jean fut fermé en raison de restrictions budgétaires et les cours qui y étaient offerts furent transférés au Royal Military College of Kingston. Afin de préserver les bâtiments qui étaient sur le site dans un bon état et d'entretenir celui-ci, la Corporation du fort Saint-Jean, un organisme à but non lucratif, fut créée. À partir de ce moment, le Campus du fort Saint-Jean devint un site commercial accessible au grand public, même si des cours de formation et de perfectionnement militaire continuèrent à être offerts sur le site. On y accueillait, entre autres, les cadets de l'année préparatoire et l'École des Langues de la Chambre des Communes.
En 2008, le Collège militaire royal de Saint-Jean fut rouvert comme établissement d'enseignement de niveau collégial (pré-universitaire). En 2018, il retrouva son statut universitaire et offre actuellement un programme de premier cycle en Études internationales. Malgré cela, le site du CMR St-Jean conserva sa vocation commerciale et est toujours ouvert au public, ce qui est unique au Canada. On y retrouve entre autres un Complexe Multisports abritant une piscine et une patinoire, des terrains de football et un musée commémorant l'histoire du site.

## Le Musée du Fort Saint-Jean
Le Musée du Fort Saint-Jean vit le jour en 1960 en tant que collection privée d'artéfacts, d'objets militaires et de documents historiques. Mais avec les années, le musée s'est constitué plusieurs expositions enrichissantes sur l'histoire du riche site historique que représente le fort Saint-Jean. Il fut d'abord installé dans la guérite construite par les Royal Engineers entre 1883 et 1889, puis fut déménagé en 2005 dans l'ancienne chapelle protestante du CMR afin de mieux pouvoir accommoder sa vaste collection et recevoir ses visiteurs.

## L'archéologie
Dans les années 1980, des fouilles archéologiques menées par Parcs Canada eurent lieu au fort Saint-Jean et permirent de découvrir, en plus d'un très grand nombre d'artéfacts, une partie des fondations du fort français de 1748. Dans le cadre d'un projet d'archéologie en collaboration avec l'Université Laval s'étalant sur cinq ans (2009-2013), des étudiants en archéologie effectuent l'été des fouilles archéologiques au fort Saint-Jean dans le but d'en apprendre davantage sur les vestiges et l'histoire du site.

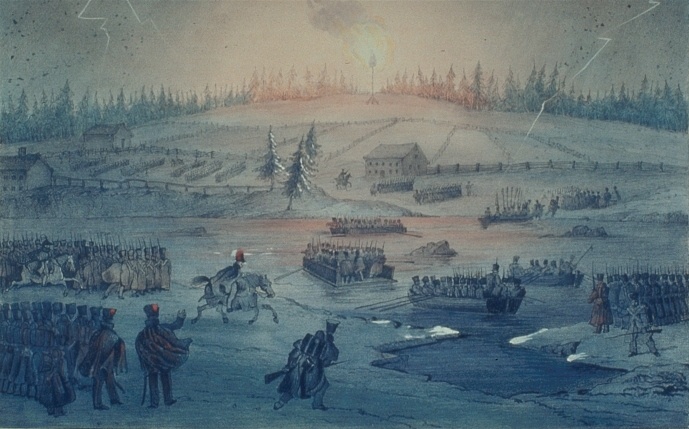
Traversée de la rivière Richelieu la nuit

## Sources
- Castongay, Jacques. Le Collège Militaire royal de Saint-Jean, Sillery, Septentrion, 1992
- Castonguay, Jacques. Les Défis du Fort Saint-Jean, Richelieu, Éditions du Richelieu, 1975